# Издетель (река)
Издетель — река в Московской и Тверской областях России, левый приток реки Лобь.

## Описание
Длина — 31 км, площадь водосборного бассейна — 138 км². Берёт начало у деревни Стрелки Зубцовского района Тверской области, к северу от станции «Княжьи Горы» Рижского направления Московской железной дороги. Протекает в основном по территории городских округов Шаховская и Лотошино Московской области. Впадает в реку Лобь на южной окраине рабочего посёлка Лотошино.
На Издетели стоят деревни Тарасово, Плоское, Воскресенское, Михалёво и др., в устье — деревня Издетель.
Основной приток — Дубенка (пр).

## Гидрология
Река равнинного типа. Питание преимущественно снеговое. Замерзает в ноябре — начале декабря, вскрывается в конце марта — апреле.
Вблизи своего истока Издетель, более похожая на ручей, извивается по сырому еловому и елово-осиновому лесу, течёт вначале на северо-запад, потом на север, потом на северо-восток, где в неё справа впадают три ручья, превращая в настоящую реку.

## Достопримечательности
Берега Издетели интересны для туристов в верховьях и, в меньшей степени, в среднем течении. Низовья реки безлесны и плотно заселены, будучи частью сельскохозяйственного района вокруг Лотошина.

## Данные водного реестра
По данным государственного водного реестра России относится к Верхневолжскому бассейновому округу. Речной бассейн — (Верхняя) Волга до Куйбышевского водохранилища (без бассейна Оки), речной подбассейн — бассейны притоков (Верхней) Волги до Рыбинского водохранилища, водохозяйственный участок — Волга от города Твери до Иваньковского гидроузла (Иваньковское водохранилище).
Код объекта в государственном водном реестре — 08010100712110000002602.